# Феникс D.II
Феникс D.II аустроугарски је ловачки авион један из серије авиона Феникс D.I до D.IV кога је производила аустријска фирма Phonix Flugzugwerke AG из Wiener-Stadlau-а, а пројектовали су га инжењери Леополд Кирсте и Едмунд Шпарман, побољшавајући претходни модел. Први лет авиона је извршен 1918.

## Пројектовање и развој
Породици авиона Феникс припадају авиони Феникс D.I; D.II; D.IIa; D.III и D.IV сви настали еволутивним (побољшањем основне верзије) путем из авиона Феникс D.I. Пројектовали су их инжењери Леополд Кирсте и Едмунд Шпарман на основу ловца Ханза Браденбург KD оригиналног пројекта инж. Ерст Хајнкела, кога је Phonix производио на основу лиценцног уговора.
У време када су развијани ови авиони а то је период друга половина Првог светског рата, развој авијације је био вртоглав, нарочито област ловачке авијације којој припадају и ови авиони. Све зараћене стране су се трудиле да што пре на фронт избаце што брже, окретније и убојније ловачке авионе. Оваква брзина развоја доводила је до тога да су се авиони мењали у току саме производње. Та судбина није мимоишла ни развој породице авиона Феникс D.
Појавом енглеских авиона Sopwith Camel на италијанском фронту затекло је аустроугарско ваздухопловство без достојног противника. Фабрика авиона Феникс је имала искуства у производњи ловаца јер је раније производила по лиценци ловце Албатрос а почела је и производњу ловаца Ханза Бранденбург КD такође по лиценци. Међутим, амбиције су им биле веће желели су да пројектују властитог ловца. Ове амбиције је подгревао и успех са пројектом извиђачког авиона Феникс C.I, Тако су кренули у пројектовање новог ловца који је за основу имао авион Ханза Бранденбург КD.
Приступ ових младих инжењера при пројекту је био критички усмерен тако да су прихваћене све добре особине основног модела а покушали су да отклоне недостатке. Направљена су три различита прототипа новог авиона и након испитивања усвојен је за производнњу прототип који се показао као најбољи. Фабричка ознака овог авиона је била Тип 8, прототип је полетео јуна месеца 1917. године и одмах након испитивања прототипа Аустроугарско ваздухопловство је наручило 120 примерака ових авиона. Авион је добио назив Феникс D.I а његова производња је одмах почела тако да су сви ови авиони ушли у оперативну употребу од фебруара до краја пролећа 1918. године. Чим се појавио на фронту Феникс D.I је био бржи у погледу хоризонталне брзине и брзине пењања у односу на свог противника Sopwith Camel-а али је заостајао у погледу покретљивости. Поред тога уочени су недостаци носеће структуре авиона тако да није могао да издржи оптерећења ловачког авиона.
Следећа нешто измењена верзија овог авиона (фабричка ознака Тип 9) добила је назив Феникс D.II имала је ојачану структуру, исти мотор и промењен облик репних крила у односу на свог претходника. Овај авион је такође рађен у три серије и произведено је укупно 50 примерака. Модификована верзија овог авиона добила је назив Феникс D.IIа имала је појачани мотор Hiero H IV снаге 230KS, био је опремљен крилцима и на горњим и доњим крилима тако да му је покретљивост била знатно боља у односу на авионе Феникс D.I и D.II.
Феникс D.III је настао на основу свог претходника Феникс D.IIа, имао је исти мотор Hiero H IV снаге 230KS, митраљези су били доступни пилоту када дође до заглављивања, управљачка крилца је имао и на горњим и доњим крилима с том разликом што та крилца нису била повезана крутом шипком као што је то било код Феникс D.IIа. Труп авиона је био облика као и код предходника али је конструкција била полу-монокок. Направљено је укупно 28 авиона у Аустрији и 10 после рата у Шведској на основу откупљене лиценце. Шведски авиони су на горњем крилу имали повећане резервоаре за гориво како би им се аутономија лета повећала.
Пети авион из ове породице је био Феникс D.IV. Настао на основу Феникс D.III имао је сличне карактеристике с тим што му је труп био елипстастог попречног пресека полу-монокок конструкције направљене од дрвене лепенке. Направљена су два прототипа један са мотором Hiero H IV снаге 230KS, а други са мотором Austro-Daimler AD 6 снаге 225KS. Авион није ушао у серијску производњу јер је дошао крај Првог светског рата, а после њега Версајским уговором Аустрији је била забрањена производња борбених авиона.

## Технички опис авиона Феникси Феникс
Феникс D.II је био авион двокрилац мешовите конструкције (дрво, метал и платно).
Труп је имао основну дрвену конструкцију обложену дрвеном лепенком. Попречни пресек трупа је био правоугаоног облика. Иза пилотске кабине труп је имао попречни пресек у облику петоугаоника. Предњи део трупа, где се налази мотор је обложен алуминијумским лимом. Остали део трупа је обложен дрвеном лепенком. У трупу се налазила комотна једноседа кабина пилота. Пилот је био заштићен ветробранским стаклом. У односу на свог претходника Феникс  је имао ојачану носећу структуру.
У предњем делу трупа се налазио шестоцилиндрични, течношћу хлађени мотор (Hiero 200 KS) са дрвеном двокраком вучном елисом фиксног корака. Хладњак мотора се налазио изнад горњег крила. Авион Феникс  је имао мотор Hiero снаге 230 KS.
Крила су била правоугаоног облика са полукружним крајевима, имала су дрвену конструкцију са две рамењаче обложену платном. Крила су међусобно била повезана упорницама и жичаним затезачима. Крилца су се налазила само на горњим крилима. Доње крило је било и краће и уже од горњег крила а била су поравната са излазним ивицама. Конструкција репних стабилизатора и кормила су била иста као и крила, дрвена конструкција и облога од платна. Изглед репног дела авиона код авиона Феникс D.II и D.IIа се разликује од репа авиона Феникс D.I. Код авиона Феникс D.IIа управљачка крилца се налазе и на горњим и доњим крилима. Веза између управљачких крилаца на горњим и донњим крилима је крута шипка.
Стајни трап је фиксан, конвенционалног типа, металне конструкције са крутом осовином, напред точкови а назад на репу авиона налази се еластична дрљача као трећа ослона тачка.

### Варијанте авиона Феникс D
- Феникс D.I  -   ловац, једносед, двокрилац, 1917. год, са мотором Hiero 200 KS, серијска производња
- Феникс D.II -   ловац, једносед, двокрилац, 1918. год, са мотором Hiero 200 KS, побољшана структура и измењен реп, серијска производња
- Феникс D.IIa - ловац, једносед, двокрилац, 1918. год, са мотором Hiero 230 KS, управљачка крилца и на горњим и доњим крилима, серијска произвподња
- Феникс D.III - ловац, једносед, двокрилац, 1918. год, са мотором Hiero 230 KS, као и D.IIa конструкција трупа полу-монокок, серијска производња
- Феникс D.IV - ловац, једносед, двокрилац, 1918. год, са мотором Hiero 230 KS/Аустро-Даимлер АД 6 225 KS, као и D.III облик трупа елиптичан, конструкција полу-монокок. Направљена два прототипа, није ушао у серијску производњу.

### Техничке карактеристике породице авиона Феникс
| Карактеристике               | Феникс           | Феникс           | Феникс           | Феникс           | Феникс           |
| Врста авиона                 | ловац            | ловац            | ловац            | ловац            | ловац            |
| Година                       | 1917-18          | 1918             | 1918             | 1918             | 1918             |
| Број произведених примерака  | 140              | 49               | 48               | 28А + 10S*       | 2                |
| 6-цилиндрични линијски мотор | Hiero            | Hiero            | Hiero H VI       | Hiero H VI       | Hiero H VI / AD  |
| Снага                        | 147 kW (200 KS)  | 147 kW (200 KS)  | 170 kW (230 KS)  | 170 kW (230 KS)  | 170 kW (230 KS)  |
| Размах крила                 | 9,80/9,00 m      | 9,80/9,00 m      | 9,80/9,00 m      | 9,80/9,00 m      | 8,50/7,50 m      |
| Дужина                       | 6,62 m           | 6,62 m           | 6,62 m           | 6,62 m           | 6,60 m           |
| Висина                       | 2,79 m           | 2,79 m           | 2,79 m           | 2,80 m           | 2,90 m           |
| Површина крила               | 25,00 m²         | 25,00 m²         | 25,00 m²         | 25,00 m²         | 23,50 m²         |
| Маса празног авиона          | 665 kg           | 665 kg           | 670 kg           | 685 kg           | 665 kg           |
| Полетна маса                 | 805 kg           | 805 kg           | 810 kg           | 951 kg           | 950 kg           |
| Највећа брзина               | 180 km/h         | 180 km/h         | 185 km/h         | 188 km/h         | 195 km/h         |
| Време пењања на 1.000 m      | 3 Min            | 3 Min            | 3 Min            | 3 Min 5 Sec      | 2 Min 10 Sek     |
| Време пењања на 2.000 m      | 7 Min            | 7 Min            | 6 Min 20 Sec     | 7 Min            | 7 Min            |
| Време пењања на 3.000 m      | 12 Min           | 12 Min           | 10 Min           | 12 Min 15 Sec    | 12 Min           |
| Време пењања на 4.000 m      | 15 Min           | 15 Min           | 13 Min 30Sec     | 14 Min 45 Sec    | 15 Min           |
| Време пењања на 5.000 m      | 18 Min           | 18 Min           | 17 Min 20 Sec    | 17 Min 39 Sec    | 18 Min           |
| Плафон                       | 6000 m           | 6000 m           | 6000 m           | 6.800 m          | 6.800 m m        |
| Радијус                      | 320 km           | 320 km           | 500 km           | 500 km           | 350 km           |
| Наоружање                    | 2 MG-Schwarzlose | 2 MG-Schwarzlose | 2 MG-Schwarzlose | 2 MG-Schwarzlose | 2 MG-Schwarzlose |
| Посада                       | 1                | 1                | 1                | 1                | 1                |
| Трајање лета                 | 2 h              | 2 h              | 3 h              | 2 h 30 min       | 2 h 15 min       |

*A- произведено у Аустроугарској, S- произведено у Шведској

### Наоружање
| Наоружање авиона: Феникс       |             |
| Ватрено (стрељачко) наоружање  |             |
| Топ                            |             |
| Митраљез                       |             |
| Број и ознака митраљеза        | 2 Шварцлозе |
| Калибар                        | 8           |
| Бомбардерско наоружање (бомбе) |             |
| Ракетно наоружање (ракете)     |             |

## Корисници
- Аустроугарска
- Шведска
- Краљевина Југославија

## Оперативно коришћење
Производња ових авиона је почела 1917. године и трајала до 4. новембра 1918. т.ј. до краја рата. Укупно је произведено око 265 примерака (свих типова) а после рата у Шведској је произведено још 10 ових авиона.
Развој овог авиона је био веома динамичан, за 14 месеци колико је трајала његова производња, пројектовано је и произведено пет типова авиона ове породице Феникс D.I; D.II; D.IIa; D.III и D.IV. Авиони су коришћени у војном ваздухопловству Аустроугарске (LFT-Luftfahrtruppe), као и поморском ваздухопловству ратне морнарице (MLW-Marinenluftwaffe). ЛФТ је користило ове авионе на италијанском и балканском ратишту док их је МЛВ користила за заштиту јадранског акваторијума.
Када се авион Феникс D.I појавио на бојишту у односу на свог главног противника Sopwith Camel-а, био је бржи у погледу хоризонталне брзине и брзине пењања  али је заостајао у погледу покретљивости. Поред тога уочени су недостаци носеће структуре авиона тако да није могао да издржи оптерећења ловачког авиона. Покренут је развојни програм, да се отклоне недостаци модела који се налазе у служби, као и да се њихове карактеристике прилагоде карактеристикама све ефикаснијих противничких модела. На основу тога већ следећа нешто измењена верзија овог авиона Феникс D.II имала ојачану структуру, исти мотор и промењен облик репних крила у односу на свог претходника. Наредна побољшана верзија овог авиона добила је назив Феникс D.IIа, имао је појачани мотор Hiero H IV снаге 230KS, био је опремљен крилцима и на горњим и доњим крилима тако да му је покретљивост била знатно боља у односу на авионе Феникс D.I и D.II.
Шведска је 1920. године купила у Аустрији један авион Феникс D.II (вероватно ради паралелног испитивања) који је железницом транспортован до Малмеа. Закључено је, да је овај авион превазиђен да би се користио као ловац, па је до новембра месеца 1928. године коришћен као школски авион за обуку пилота.

## Коришћење авиона Феникс D у Краљевини СХС/Југославији
Војно ваздухопловство Краљевине СХС/Југославије је у свом саставу имало око 10 авиона Феникс D. Пет авиона је заплењено од ЛФТ а других пет од МЛВ на аеродрому Игало. У тих 10 авиона били су заступљени следећи типови: Феникс D.I; D.II и D.IIa. Два авиона Феникс D.I пореклом из ЛФТ-а су коришћена у Словенији, два Феникс D.II такође из ЛФТ-а и један Феникс D.IIа су се налазила у Новом Саду, док је пет морнаричких ловаца заплењених у Игалу преузело ВВКСХС, а у замену за њих Поморском ваздухопловству купило у Италији пет хидроавиона (3 ФБА и 2 Савоја S.13).
Служба ловаца Феникс је у нашем ваздухопловству трајала до друге половине двадесетих година двадесетог века. Највећи број је коришћен за тренажу пилота ловаца. У Новом Саду (пилотска школа) их је било 5 или 6 комада, два Феникса су 1924/25. године коришћени само за тренинг "асова". У нашем ваздухопловству све верзије ловаца Феникс су добиле популаран назив тако су Феникс D.I; D.II названи Феникс-Хиеро 200 KS (према произвођачу авиона и мотора и снази мотора) или Феникс D.IIа је назван Феникс-Хиеро 230 KS.